# Перехрестівка (Роменський район)
Перехре́стівка — село в Україні, у Сумській області, Роменському районі. Населення становить 1163 особи. Входить до складу Роменської міської громади. До 2020 орган місцевого самоврядування — Перехрестівська сільська рада.

## Географія
Село Перехрестівка розташоване за 6 км від міста Ромни. На відстані 0.5 км розташовані села Олексіївка та Малярівщина.
По селу тече струмок, що пересихає.
Поруч пролягає автомобільний шлях Т 1913.

## Історія
- Село Перехрестівка документально вперше згадується у 1865 р.
- Село постраждало внаслідок геноциду українського народу, проведеного урядом СРСР 1923—1933 та 1946—1947 роках.
- 12 червня 2020 року, відповідно до розпорядження Кабінету Міністрів України № 723-р «Про визначення адміністративних центрів та затвердження територій територіальних громад Сумської області», село увійшло до складу Роменської міської громади[1].
- 19 липня 2020 року, в результаті адміністративно-територіальної реформи та ліквідації Роменського району(1930—2020), увійшло до складу новоутвореного Роменського району[2].

## Населення

### Мова
Розподіл населення за рідною мовою за даними перепису 2001 року:
| Мова       | Відсоток |
| ---------- | -------- |
| українська | 96,73%   |
| російська  | 2,75%    |
| інші       | 0,52%    |

## Економіка
- Державне підприємство "Дослідне господарство Агрофірма «Надія», НААН України.
- Роменська виправна колонія № 56.
- Дослідницьке господарство.

## Відомі люди

### Відомі уродженці
- Безпальчев Федір Васильович (1824—1897) — український благодійник, громадський діяч.
- Божко В'ячеслав Миколайович — український військовик, учасник російсько-української війни[4][5]
- Гладун Євген Олексійович (1979—2022) — український військовик, учасник російсько-української війни[6][7][8].
- Данько Юрій Іванович (нар. 1982) — український економіст. Доктор економічних наук, професор, проректор з наукової роботи Сумського національного аграрного університету.